# Elektryczność w atmosferze ziemskiej

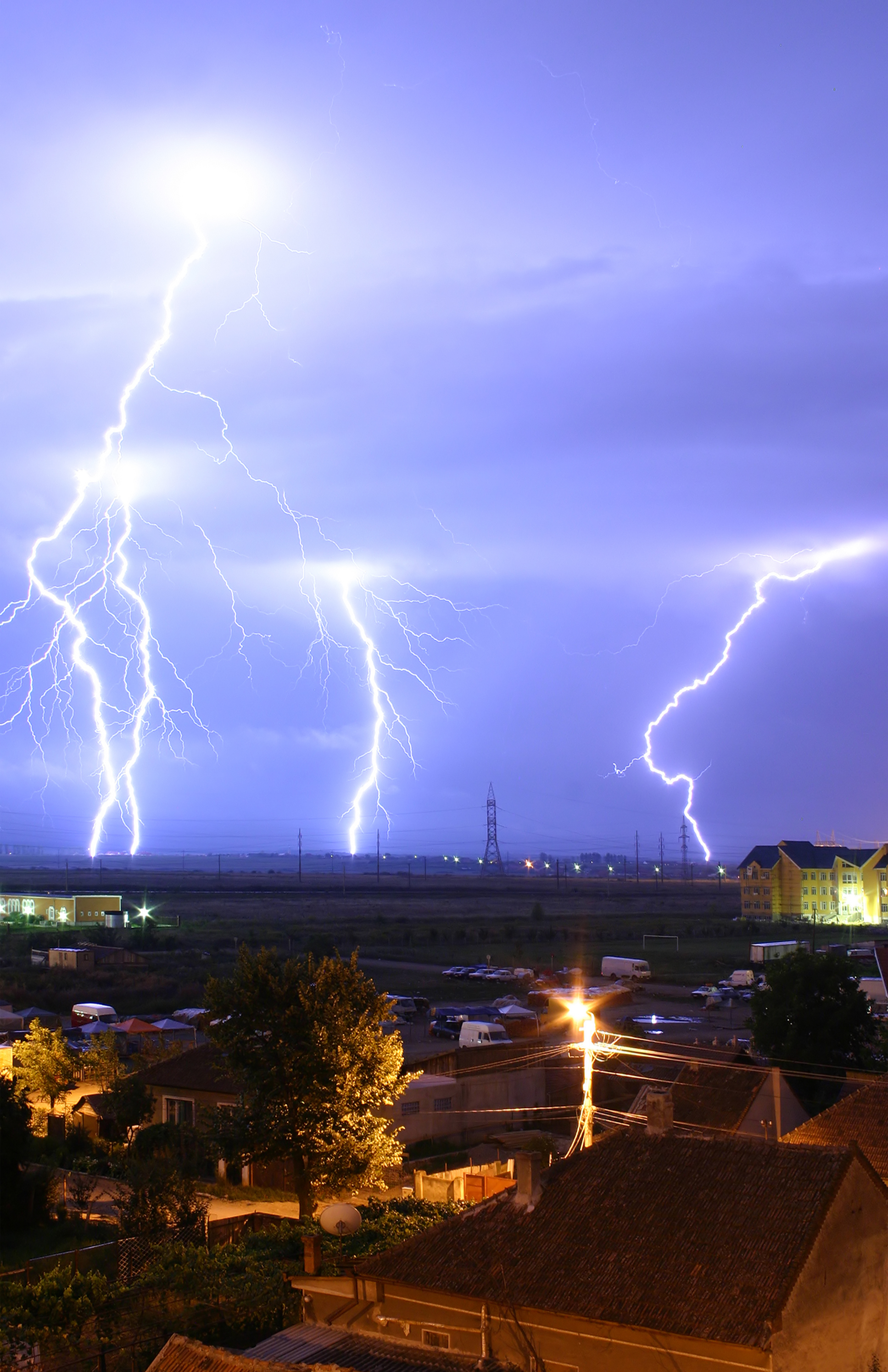
Wyładowanie elektryczne

Elektryczność w atmosferze ziemskiej – zespół połączonych ze sobą procesów i zjawisk elektrycznych zachodzących w atmosferze ziemskiej; zalicza się do nich jonizację powietrza, występowanie pola elektrycznego, powstawanie ładunków elektrycznych w chmurach i opadach, wyładowania elektryczne.
Jonizacja (powstawanie jonów dodatnich i swobodnych elektronów) powietrza zachodzi pod wpływem promieniowania kosmicznego i promieniowania emitowanego przez obecne w atmosferze i skorupie ziemskiej substancje promieniotwórcze. Przewodnictwo elektryczne powietrza wynosi przy powierzchni Ziemi ok. {\displaystyle (1-2)\cdot 10^{-16}\ \Omega ^{-1}\cdot {\text{cm}}^{-1}} i rośnie szybko z wysokością; na wysokości 30 km jest ok. 150 razy większe niż przy powierzchni Ziemi, a na wysokości 50 km powietrze staje się bardzo dobrym przewodnikiem elektryczności. Ruch jonów w polu elektrycznym atmosfery jest skierowany pionowo ku powierzchni Ziemi, a gęstość prądu przewodzenia (przy dobrej pogodzie) wynosi {\displaystyle (2-3)\cdot 10^{-16}\ {\text{A}}/{\text{cm}}^{2}.} Kierunek pola elektrycznego atmosfery wskazuje, że ma ona ładunek dodatni w stosunku do powierzchni Ziemi, a wartość pola elektrycznego, wyrażona składową pionową natężenia pola, wynosi (w obszarach burzowych) przy powierzchni Ziemi średnio {\displaystyle 100-150\ {\text{V/m}}} (ulega wahaniom dobowym) i maleje wykładniczo z wysokością. Pomiędzy powierzchnią Ziemi a wyższymi warstwami atmosfery (położonymi na wysokości ok. 50 km) występuje różnica potencjałów równa ok. 400 kV. Przytoczone wartości wielkości elektrycznych nie zależą od położenia geograficznego i są w przybliżeniu zawsze takie same (przy dobrej pogodzie). Wynika to z występowania w każdej chwili na kuli ziemskiej burz (ok. 40 tys. dziennie) stale podtrzymujących pole elektryczne atmosfery (bardzo duże przewodnictwo poziome górnych warstw atmosfery powoduje szybkie rozprzestrzenianie się zmian natężenia pola wokół całej Ziemi). W chmurach burzowych następuje elektryzacja cząstek opadowych (kropelek wody i kryształków lodu), a następnie rozdzielenie ładunków prowadzące do powstania 2 obszarów wypełnionych ładunkiem przestrzennym przeciwnego znaku (ładunek ujemny zwykle gromadzi się w dolnej części chmury, dodatni – w górnej). Różnice potencjałów między tymi obszarami i między dolną częścią chmury a Ziemią osiągają wartości rzędy 100 MV, co powoduje silne wyładowania, które transportują ładunek dodatni do górnych warstw atmosfery oraz ładunek ujemny do Ziemi.